# Крушка на Манделброт
Крушка на Манделброт е геометрично тяло, конструирано като триизмерен аналог на множеството на Манделброт от Даниел Уайт и Пол Найлендър. Не съществува пряко триизмерно съответствие на множеството на Манделброт, тъй като няма триизмерно съответствие на двуизмерното пространство на комплексните числа.